# Войтковиці-Ґлінна
Войтковиці-Ґлінна (пол. Wojtkowice-Glinna) — село в Польщі, у гміні Цехановець Високомазовецького повіту Підляського воєводства.
Населення — 68 осіб (2011).
У 1975-1998 роках село належало до Ломжинського воєводства.

## Демографія
Демографічна структура станом на 31 березня 2011 року:
|          | Загалом | Допрацездатний вік | Працездатний вік | Постпрацездатний вік |
| -------- | ------- | ------------------ | ---------------- | -------------------- |
| Чоловіки | 35      | 5                  | 26               | 4                    |
| Жінки    | 33      | 7                  | 16               | 10                   |
| Разом    | 68      | 12                 | 42               | 14                   |